# Tarásio de Constantinopla
Tarásio de Constantinopla (em grego: Άγιος Ταράσιος) foi o patriarca de Constantinopla de 25 de dezembro de 784 até a sua morte, em 806

## Primeiros anos
Tarásio nasceu e foi criado na cidade de Constantinopla. Filho de um juiz de altas cortes, Tarásio era parente de diversas famílias importantes, incluindo a do futuro patriarca Fócio. Ele embarcou numa carreira na administração secular e já tinha conseguido a posição de senador, eventualmente se tornando um secretário (asecreta) do imperador bizantino Constantino VII Porfirogênito e de sua mãe, a imperatriz Irene. Originalmente, ele era um iconoclasta, mas se arrependeu, renunciando ao seu posto e se retirando para um mosteiro.
Como ele exibia tanto simpatias iconódulas quanto disposição para seguir os comandos do imperador quando eles não contrariavam a fé, ele foi selecionado para ser o patriarca de Constantinopla pela imperatriz Irene em 784, mesmo sendo um leigo na época. Como todos os bizantinos com alguma educação naquele tempo, ele era versado em teologia e a eleição de leigos qualificados como bispos não era incomum na história da Igreja - veja o caso de Ambrósio de Milão, por exemplo.
Ele relutantemente aceitou, sob a condição de que a unidade da Igreja deveria ser restaurada entre Roma e os patriarcas orientais. Para que ele fosse elegível ao cargo, Tarásio foi devidamente ordenado para o diaconato e, em seguida, para o sacerdócio, antes de sua consagração como bispo. Isto por que, de acordo com a lei canônica, tanto no ocidente quanto no oriente, cada uma destas ordens deve ser conferida com um intervalo de alguns dias entre si, período no qual a ordem é exercida antes de uma superior ser conferida ao postulante.

## Sétimo Concílio Ecumênico

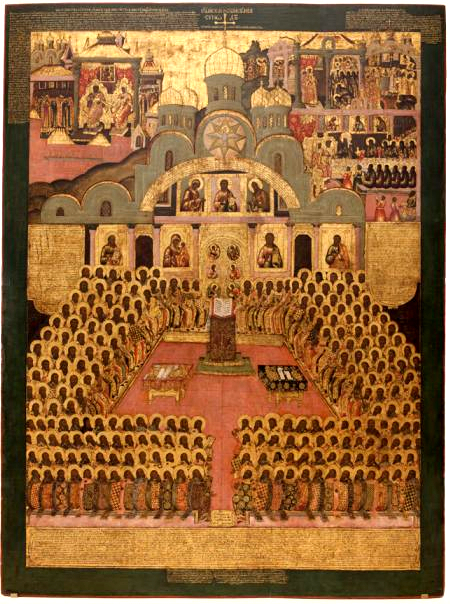
Ícone do Sétimo Concílio Ecumênico
Do século XVII, Convento de Novodevichy, Moscou.

Antes de aceitar a honra do patriarcado, Tarásio exigiu e obteve a promessa de que a veneração de ícones seria restaurada na Igreja. Como parte desta política de melhorar as relações com a Igreja de Roma, ele convenceu a imperatriz Irene a escrever para o Papa Adriano I, convidando-o a enviar legados à Constantinopla para um novo concílio, cujo objetivo seria repudiar a heresia. O papa concordou em enviar delegados, mas mostrou que desaprovava a indicação de leigos ao patriarcado. O concílio se reuniu na Igreja dos Santos Apóstolos em 17 de agosto de 786. Tropas amotinadas irromperam na igreja e dispersaram os delegados que, chocados, imediatamente embarcaram de volta para Roma. As tropas foram expulsas da cidade e os legados se reuniram novamente em Niceia em setembro de 787. O patriarca serviu como um presidente em exercício - uma vez que Jesus Cristo era considerado o titular. O concílio, conhecido como Segundo Concílio de Niceia, condenou o iconoclasma e formalmente aprovou a veneração de ícones. O patriarca assumiu então uma política moderada contra antigos iconoclastas, o que lhe valeu a antipatia de extremistas como Teodoro Estudita e seus partidários.

## Divórcio de Constantino VI
Por volta de uma década depois, Tarásio se envolveu em nova controvérsia. Em janeiro de 795, o imperador Constantino VI se divorciou de sua esposa, Maria de Âmnia, e Tarásio, relutantemente, concordou, o que escandalizou os monges. Os líderes entre os protestadores, o abade Platão de Sacúdio, e seu sobrinho, Teodoro Estudita, foram exilados, mas a revolta continuou. Muito da raiva foi direcionada contra Tarásio por ter permitido um segundo casamento do imperador com Teódota, mesmo que ele tenha se recusado a celebrar o casamento. Sob forte pressão de Teodoro, Tarásio excomungou o padre que realizou a cerimônia, um tal José.

## Fim do patriarcado
Tarásio continuou a servir lealmente o regime imperial de Irene de Atenas e Nicéforo I, o Logóteta. A reputação do patriarca sofreu com as críticas de sua alegada tolerância com a simonia. Por outro lado, sua maleabilidade se mostrou bem-vinda para três monarcas muito diferentes entre si, o que explica o fato de ele ter se mantido na função até a sua morte. Outros casos de leigos eleitos como patriarca posteriores, como o caso de Fócio e de Nicéforo I de Constantinopla, pode ter sido por influência do exemplo dado por Tarásio.

## Santidade
Embora alguns escritores posteriores terem sido críticos sobre o que eles enxergam como tendo sido uma fraqueza de Tarásio frente ao poder imperial, ele continua a ser venerado na Igreja Ortodoxa por sua defesa do uso de ícones e sua longa luta por paz e pela unidade da Igreja.